# Radka Zrubáková
Radomira « Radka » Zrubáková (née le 26 décembre 1970 à Bratislava) est une joueuse de tennis tchécoslovaque puis slovaque, professionnelle de 1986 à 1999.
Elle a gagné cinq tournois WTA au cours de sa carrière, dont deux en double.

## Palmarès

### Titres en simple dames
| No | Date       | Nom et lieu du tournoi                   | Catégorie | Dotation  | Surface      | Finaliste         | Score    |          |
| -- | ---------- | ---------------------------------------- | --------- | --------- | ------------ | ----------------- | -------- | -------- |
| 1  | 17-07-1989 | Belgian Open, Bruxelles                  | Tier V    | 100 000 $ | Terre (ext.) | Mercedes Paz      | 7-6, 6-4 | Parcours |
| 2  | 20-05-1991 | Internationaux de Strasbourg, Strasbourg | Tier IV   | 150 000 $ | Terre (ext.) | Rachel McQuillan  | 7-6, 7-6 | Parcours |
| 3  | 20-07-1992 | HTC Open, Prague                         | Tier IV   | 100 000 $ | Terre (ext.) | Kateřina Kroupová | 6-3, 7-5 | Parcours |

### Finale en simple dames
| No | Date       | Nom et lieu du tournoi | Catégorie | Dotation  | Surface      | Vainqueure  | Score         |          |
| -- | ---------- | ---------------------- | --------- | --------- | ------------ | ----------- | ------------- | -------- |
| 1  | 18-05-1992 | European Open, Lucerne | Tier IV   | 150 000 $ | Terre (ext.) | Amy Frazier | 6-4, 4-6, 7-5 | Parcours |

### Titres en double dames
| No | Date       | Nom et lieu du tournoi  | Catégorie | Dotation  | Surface      | Partenaire     | Finalistes                        | Score    |          |
| -- | ---------- | ----------------------- | --------- | --------- | ------------ | -------------- | --------------------------------- | -------- | -------- |
| 1  | 10-09-1990 | Austrian Open Kitzbühel | Tier IV   | 100 000 $ | Terre (ext.) | Petra Langrová | Sandra Cecchini Patricia Tarabini | 6-0, 6-4 | Parcours |
| 2  | 16-09-1991 | Clarins Open Paris      | Tier IV   | 150 000 $ | Terre (ext.) | Petra Langrová | Alexia Dechaume Julie Halard      | 6-4, 6-4 | Parcours |

### Finales en double dames
| No | Date       | Nom et lieu du tournoi              | Catégorie | Dotation  | Surface         | Vainqueures                       | Partenaire        | Score         |          |
| -- | ---------- | ----------------------------------- | --------- | --------- | --------------- | --------------------------------- | ----------------- | ------------- | -------- |
| 1  | 11-02-1991 | Austrian Tennis Grand Prix Linz     | Tier V    | 100 000 $ | Moquette (int.) | Manuela Maleeva Raffaella Reggi   | Petra Langrová    | 6-4, 1-6, 6-3 | Parcours |
| 2  | 27-04-1992 | Ilva Trophy Tarente                 | Tier V    | 100 000 $ | Terre (ext.)    | Amanda Coetzer Inés Gorrochategui | Rachel McQuillan  | 4-6, 6-3, 7-6 | Parcours |
| 3  | 20-10-1992 | Midland Bank Championships Brighton | Tier II   | 350 000 $ | Moquette (int.) | Jana Novotná Larisa Neiland       | Conchita Martínez | 6-4, 6-1      | Parcours |
| 4  | 22-03-1993 | Virginia Slims of Houston Houston   | Tier II   | 375 000 $ | Terre (ext.)    | Katrina Adams Manon Bollegraf     | Eugenia Maniokova | 6-3, 5-7, 7-6 | Parcours |

## Parcours en Grand Chelem

### En simple dames
| Année | Open d'Australie | Open d'Australie     | Internationaux de France | Internationaux de France | Wimbledon       | Wimbledon         | US Open         | US Open            |
| ----- | ---------------- | -------------------- | ------------------------ | ------------------------ | --------------- | ----------------- | --------------- | ------------------ |
| 1987  | -                | -                    | 2e tour (1/32)           | Jana Novotná             | -               | -                 | 1er tour (1/64) | Lori McNeil        |
| 1988  | 4e tour (1/8)    | Claudia Kohde-Kilsch | 3e tour (1/16)           | Bettina Fulco            | 2e tour (1/32)  | Gabriela Sabatini | 1er tour (1/64) | Elna Reinach       |
| 1989  | -                | -                    | 1er tour (1/64)          | Helen Kelesi             | 1er tour (1/64) | Hana Mandlíková   | 1er tour (1/64) | Zina Garrison      |
| 1990  | 1er tour (1/64)  | Nana Miyagi          | 3e tour (1/16)           | Conchita Martínez        | 1er tour (1/64) | Nicole Jagerman   | 2e tour (1/32)  | Patty Fendick      |
| 1991  | -                | -                    | 1er tour (1/64)          | Monica Seles             | 2e tour (1/32)  | Jennifer Capriati | 4e tour (1/8)   | Gigi Fernández     |
| 1992  | 1er tour (1/64)  | Jana Novotná         | 1er tour (1/64)          | Anke Huber               | 2e tour (1/32)  | Nicole Provis     | 1er tour (1/64) | Ginger Helgeson    |
| 1993  | 3e tour (1/16)   | Arantxa Sánchez      | 1er tour (1/64)          | Gabriela Sabatini        | 1er tour (1/64) | Arantxa Sánchez   | 1er tour (1/64) | Karina Habšudová   |
| 1994  | 1er tour (1/64)  | Nanne Dahlman        | 2e tour (1/32)           | Joannette Kruger         | -               | -                 | 2e tour (1/32)  | Isabelle Demongeot |
| 1995  | 2e tour (1/32)   | Elena Makarova       | 1er tour (1/64)          | Petra Ritter             | 3e tour (1/16)  | Brenda Schultz    | 2e tour (1/32)  | Nicole Arendt      |
| 1996  | 1er tour (1/64)  | Ai Sugiyama          | 2e tour (1/32)           | Conchita Martínez        | 1er tour (1/64) | Park Sung-hee     | 1er tour (1/64) | Miriam Oremans     |
| 1997  | 1er tour (1/64)  | Chanda Rubin         | 1er tour (1/64)          | Anna Kournikova          | 3e tour (1/16)  | Denisa Chládková  | 1er tour (1/64) | Natasha Zvereva    |

À droite du résultat, l’ultime adversaire.

### En double dames
| Année | Open d'Australie              | Open d'Australie           | Internationaux de France     | Internationaux de France   | Wimbledon                    | Wimbledon                  | US Open                       | US Open                    |
| ----- | ----------------------------- | -------------------------- | ---------------------------- | -------------------------- | ---------------------------- | -------------------------- | ----------------------------- | -------------------------- |
| 1987  | -                             | -                          | 1er tour (1/32) H. Fukarkova | Kohde-Kilsch Helena Suková | -                            | -                          | -                             | -                          |
| 1988  | 1er tour (1/32) Beverly Bowes | Patty Fendick Hetherington | 2e tour (1/16) Pospíšilová   | I. Demongeot N. Tauziat    | -                            | -                          | -                             | -                          |
| 1989  | -                             | -                          | 1er tour (1/32) B. Paulus    | Louise Allen Beverly Bowes | -                            | -                          | 1er tour (1/32) B. Paulus     | I. Demongeot N. Tauziat    |
| 1990  | 2e tour (1/16) B. Paulus      | B. Schultz A. Temesvári    | 1er tour (1/32) P. Langrová  | N. Tauziat J. Wiesner      | 1er tour (1/32) B. Paulus    | Katrina Adams Lori McNeil  | 1er tour (1/32) B. Paulus     | S. Cecchini P. Tarabini    |
| 1991  | -                             | -                          | 2e tour (1/16) P. Langrová   | Kohde-Kilsch Leila Meskhi  | 1er tour (1/32) P. Langrová  | G. Fernández Jana Novotná  | 1er tour (1/32) P. Langrová   | K. Godridge K. Radford     |
| 1992  | 1er tour (1/32) R. Kordová    | Hetherington Kathy Rinaldi | 2e tour (1/16) P. Langrová   | Sandy Collins Elna Reinach | 1er tour (1/32) P. Langrová  | Ei Iida M. Lindström       | 1er tour (1/32) P. Langrová   | Navrátilová Pam Shriver    |
| 1993  | 1er tour (1/32) J. Wiesner    | Amy Frazier Rika Hiraki    | 2e tour (1/16) K. Habšudová  | E. Maniokova Leila Meskhi  | 1er tour (1/32) F. Labat     | K. Habšudová N. Jagerman   | 2e tour (1/16) Kimiko Date    | Lori McNeil Rennae Stubbs  |
| 1994  | 2e tour (1/16) S. Appelmans   | A. Coetzer Gorrochategui   | 1er tour (1/32) K. Habšudová | Sandy Collins M. de Swardt | 2e tour (1/16) K. Habšudová  | M. Bollegraf Navrátilová   | 2e tour (1/16) K. Habšudová   | Jana Novotná A. Sánchez    |
| 1995  | 3e tour (1/8) K. Habšudová    | L. Davenport Lisa Raymond  | 2e tour (1/16) K. Habšudová  | Nicole Arendt L. Davenport | 2e tour (1/16) M. Hingis     | M. Bollegraf Rennae Stubbs | 1er tour (1/32) Laura Garrone | Nicole Arendt M. Bollegraf |
| 1996  | 1er tour (1/32) Tina Križan   | C. Barclay Jenny Byrne     | 2e tour (1/16) P. Langrová   | Nicole Arendt M. Bollegraf | 1er tour (1/32) Krajčovičová | Rika Hiraki Patricia Hy    | 1er tour (1/32) P. Langrová   | N. Kijimuta F. Labat       |
| 1997  | 3e tour (1/8) K. Habšudová    | C. Martínez P. Tarabini    | 2e tour (1/16) Erika de Lone | L. Neiland Helena Suková   | 1er tour (1/32) P. Langrová  | S. Siddall A. Wainwright   | 1er tour (1/32) P. Langrová   | M. de Swardt Debbie Graham |
| 1999  | -                             | -                          | 2e tour (1/16) L. Němečková  | L. Courtois Shaughnessy    | -                            | -                          | 1er tour (1/32) L. Němečková  | A. Olsza L. Osterloh       |

Sous le résultat, la partenaire ; à droite, l’ultime équipe adverse.

### En double mixte
| Année | Open d'Australie | Open d'Australie | Internationaux de France | Internationaux de France | Wimbledon                     | Wimbledon                   | US Open | US Open |
| ----- | ---------------- | ---------------- | ------------------------ | ------------------------ | ----------------------------- | --------------------------- | ------- | ------- |
| 1992  | -                | -                | -                        | -                        | 2e tour (1/16) Vojtěch Flégl  | Rennae Stubbs Laurie Warder | -       | -       |
| 1993  | -                | -                | -                        | -                        | 1er tour (1/32) Vojtěch Flégl | M. McGrath Luke Jensen      | -       | -       |

Sous le résultat, le partenaire ; à droite, l’ultime équipe adverse.

## Parcours aux Jeux olympiques

### En simple dames
| # | Date       | Nom de l'olympiade             | Surface      | Résultat        | Ultime adversaire | Score    |          |
| - | ---------- | ------------------------------ | ------------ | --------------- | ----------------- | -------- | -------- |
| 1 | 28/07/1992 | Olympic Tennis Event Barcelone | Terre (ext.) | 1er tour (1/32) | Nathalie Tauziat  | 6-3, 6-2 | Parcours |
| 2 | 23/07/1996 | Olympic Tennis Event Atlanta   | Dur (ext.)   | 2e tour (1/16)  | Conchita Martínez | 6-1, 6-4 | Parcours |

### En double dames
| # | Date       | Nom de l'olympiade           | Surface    | Résultat        | Partenaire       | Ultimes adversaires           | Score         |          |
| - | ---------- | ---------------------------- | ---------- | --------------- | ---------------- | ----------------------------- | ------------- | -------- |
| 1 | 23/07/1996 | Olympic Tennis Event Atlanta | Dur (ext.) | 1er tour (1/16) | Karina Habšudová | Martina Hingis Patty Schnyder | 3-6, 6-4, 6-2 | Parcours |

## Parcours en Coupe de la Fédération
| #                                                                              | Date       | Lieu       | Surface                        | Gagnante(s)                        | Perdante(s)                       | Score          |          |
|                                                                                |            |            |                                |                                    |                                   |                |          |
| 1988 - 1er tour (groupe mondial) - Brésil - Tchécoslovaquie - 0 : 3            |            |            |                                |                                    |                                   |                |          |
| 1                                                                              | 05/12/1988 | Melbourne  |                                | Radka Zrubáková                    | Pat Medrado                       | 6-0, 6-3       | Parcours |
|                                                                                |            |            |                                |                                    |                                   |                |          |
| 1988 - 2e tour (groupe mondial) - Nouvelle-Zélande - Tchécoslovaquie - 0 : 3   |            |            |                                |                                    |                                   |                |          |
| 2                                                                              | 05/12/1988 | Melbourne  |                                | Radka Zrubáková                    | Julie Richardson                  | 6-1, 6-1       | Parcours |
|                                                                                |            |            |                                |                                    |                                   |                |          |
| 1988 - 1/4 de finale (groupe mondial) - Danemark - Tchécoslovaquie - 0 : 3     |            |            |                                |                                    |                                   |                |          |
| 3                                                                              | 05/12/1988 | Melbourne  |                                | Radka Zrubáková                    | Karin Ptaszek                     | 6-1, 6-2       | Parcours |
|                                                                                |            |            |                                |                                    |                                   |                |          |
| 1988 - 1/2 finale (groupe mondial) - Tchécoslovaquie - Canada - 3 : 0          |            |            |                                |                                    |                                   |                |          |
| 4                                                                              | 05/12/1988 | Melbourne  |                                | Radka Zrubáková                    | Jill Hetherington                 | 7-63, 3-6, 6-3 | Parcours |
|                                                                                |            |            |                                |                                    |                                   |                |          |
| 1988 - Finale (groupe mondial) - URSS - Tchécoslovaquie - 1 : 2                |            |            |                                |                                    |                                   |                |          |
| 5                                                                              | 04/12/1988 | Melbourne  |                                | Radka Zrubáková                    | Larisa Savchenko                  | 6-1, 7-62      | Parcours |
|                                                                                |            |            |                                |                                    |                                   |                |          |
| 1991 - 1er tour (groupe mondial) - Suède - Tchécoslovaquie - 0 : 2             |            |            |                                |                                    |                                   |                |          |
| 6                                                                              | 23/07/1991 | Nottingham |                                | Radka Zrubáková                    | Maria Strandlund                  | 6-0, 6-1       | Parcours |
|                                                                                |            |            |                                |                                    |                                   |                |          |
| 1991 - 2e tour (groupe mondial) - URSS - Tchécoslovaquie - 1 : 2               |            |            |                                |                                    |                                   |                |          |
| 7                                                                              | 24/07/1991 | Nottingham |                                | Radka Zrubáková                    | Elena Bryukhovets                 | 6-3, 3-6, 6-2  | Parcours |
| 7                                                                              | 24/07/1991 | Nottingham | Larisa Neiland Natasha Zvereva | Eva Švíglerová Radka Zrubáková     | 6-1, 6-4                          |                | Parcours |
|                                                                                |            |            |                                |                                    |                                   |                |          |
| 1991 - 1/4 de finale (groupe mondial) - Suisse - Tchécoslovaquie - 1 : 2       |            |            |                                |                                    |                                   |                |          |
| 8                                                                              | 25/07/1991 | Nottingham |                                | Radka Zrubáková                    | Emanuela Zardo                    | 6-1, 5-7, 6-4  | Parcours |
|                                                                                |            |            |                                |                                    |                                   |                |          |
| 1991 - 1/2 finale (groupe mondial) - Tchécoslovaquie - États-Unis - 0 : 3      |            |            |                                |                                    |                                   |                |          |
| 9                                                                              | 27/07/1991 | Nottingham |                                | Jennifer Capriati                  | Radka Zrubáková                   | 6-3, 6-1       | Parcours |
|                                                                                |            |            |                                |                                    |                                   |                |          |
| 1992 - 1er tour (groupe mondial) - Hongrie - Tchécoslovaquie - 0 : 3           |            |            |                                |                                    |                                   |                |          |
| 10                                                                             | 14/07/1992 | Francfort  | Terre (ext.)                   | Radka Zrubáková                    | Anna Foldenyi                     | 5-7, 6-2, 6-1  | Parcours |
|                                                                                |            |            |                                |                                    |                                   |                |          |
| 1993 - 1er tour (groupe mondial) - Afrique du Sud - République tchèque - 1 : 2 |            |            |                                |                                    |                                   |                |          |
| 11                                                                             | 19/07/1993 | Francfort  | Terre (ext.)                   | Amanda Coetzer Elna Reinach        | Andrea Strnadová Radka Zrubáková  | 7-5, 6-4       | Parcours |
|                                                                                |            |            |                                |                                    |                                   |                |          |
| 1993 - 1/4 de finale (groupe mondial) - République tchèque - France - 0 : 3    |            |            |                                |                                    |                                   |                |          |
| 12                                                                             | 23/07/1993 | Francfort  | Terre (ext.)                   | Isabelle Demongeot Pascale Paradis | Andrea Strnadová Radka Zrubáková  | 6-4, 3-6, 6-3  | Parcours |
|                                                                                |            |            |                                |                                    |                                   |                |          |
| 1994 - 1er tour (groupe mondial) - Finlande - Slovaquie - 1 : 2                |            |            |                                |                                    |                                   |                |          |
| 13                                                                             | 18/07/1994 | Francfort  | Terre (ext.)                   | Radka Zrubáková                    | Petra Thoren                      | 6-4, 6-3       | Parcours |
|                                                                                |            |            |                                |                                    |                                   |                |          |
| 1994 - 2e tour (groupe mondial) - Allemagne - Slovaquie - 2 : 1                |            |            |                                |                                    |                                   |                |          |
| 14                                                                             | 20/07/1994 | Francfort  | Terre (ext.)                   | Sabine Hack                        | Radka Zrubáková                   | 6-2, 4-6, 6-3  | Parcours |
|                                                                                |            |            |                                |                                    |                                   |                |          |
| 1995 - 1/4 de finale (groupe mondial II) - Australie - Slovaquie - 3 : 2       |            |            |                                |                                    |                                   |                |          |
| 15                                                                             | 22/04/1995 | Perth      | Herbe (ext.)                   | Nicole Bradtke                     | Radka Zrubáková                   | 4-6, 6-4, 6-3  | Parcours |
| 15                                                                             | 22/04/1995 | Perth      | Herbe (ext.)                   | Radka Zrubáková                    | Rachel McQuillan                  | 7-63, 6-2      | Parcours |
| 15                                                                             | 22/04/1995 | Perth      | Herbe (ext.)                   | Nicole Bradtke Rennae Stubbs       | Karina Habšudová Radka Zrubáková  | 6-1, 6-0       | Parcours |
|                                                                                |            |            |                                |                                    |                                   |                |          |
| 1996 - 1/4 de finale (groupe mondial II) - Bulgarie - Slovaquie - 0 : 5        |            |            |                                |                                    |                                   |                |          |
| 16                                                                             | 27/04/1996 | Plovdiv    | Terre (ext.)                   | Henrieta Nagyová Radka Zrubáková   | Antoaneta Pandjerova Pavlina Nola | 5-7, 6-3, 6-1  | Parcours |
|                                                                                |            |            |                                |                                    |                                   |                |          |
| 1996 - Barrage (groupe mondial I) - Slovaquie - Pays-Bas - 2 : 3               |            |            |                                |                                    |                                   |                |          |
| 17                                                                             | 13/07/1996 | Bratislava | Terre (ext.)                   | Karina Habšudová Radka Zrubáková   | Manon Bollegraf Caroline Vis      | 6-4, 6-3       | Parcours |
|                                                                                |            |            |                                |                                    |                                   |                |          |
| 1997 - 1/4 de finale (groupe mondial II) - Slovaquie - Suisse - 2 : 3          |            |            |                                |                                    |                                   |                |          |
| 18                                                                             | 01/03/1997 | Košice     | Moquette (int.)                | Martina Hingis Patty Schnyder      | Karina Habšudová Radka Zrubáková  | 6-0, 6-1       | Parcours |

## Classements WTA en fin de saison

### En simple
| Année | 1986 | 1987 | 1988 | 1989 | 1990 | 1991 | 1992 | 1993 | 1994 | 1995 | 1996 | 1997 | 1999 |
| Rang  | 428  | 139  | 32   | 32   | 57   | 23   | 28   | 95   | 76   | 94   | 86   | 127  | 476  |

Source : (en) « Classements de Radka Zrubáková », sur le site officiel du WTA Tour

### En double
| Année | 1986 | 1987 | 1988 | 1989 | 1990 | 1991 | 1992 | 1993 | 1994 | 1995 | 1996 | 1997 | 1999 |
| Rang  | 251  | 194  | 176  | 95   | 85   | 59   | 57   | 77   | 99   | 77   | 121  | 92   | 164  |

Source : (en) « Classements de Radka Zrubáková », sur le site officiel du WTA Tour